# Antonio Siddi
Antonio Siddi (Sassari, 16 giugno 1923 – Sassari, 21 gennaio 1983) è stato un velocista e lunghista italiano, medaglia di bronzo con la staffetta 4×100 metri ai Giochi olimpici di Londra 1948.
In carriera ha vinto sei titoli nazionali assoluti a livello individuale, in tre specialità.

## Biografia
Sui 100 metri piani ottenne un personale di 10"5 sui e di 47"2 sui 400 metri piani, specialità nella quale partecipò ai Giochi di Londra 1948, dove fu finalista anche con la staffetta 4×400 m.
Vincitore di tre medaglie ai Giochi del Mediterraneo alle quali vanno aggiunte le quattro d'oro, in quattro specialità individuali diverse (100 m, 200 m, 400 m e salto in lungo), conquistate nella edizione del 1949, tenutasi ad Istanbul in Turchia, ma che non fu in seguito considerata un'edizione ufficiale.

## Palmarès
| Anno | Manifestazione          | Sede        | Evento         | Risultato | Prestazione | Note  |
| ---- | ----------------------- | ----------- | -------------- | --------- | ----------- | ----- |
| 1948 | Giochi olimpici         | Londra      | 4×100 m        | Bronzo    | 41"5        |       |
| 1948 | Giochi olimpici         | Londra      | 4×400 m        | Finale    | dnf         |       |
| 1949 | Giochi del Mediterraneo | Istanbul    | 100 m piani    | Oro       | 11"4        | [ 3 ] |
| 1949 | Giochi del Mediterraneo | Istanbul    | 200 m piani    | Oro       | 22"0        | [ 3 ] |
| 1949 | Giochi del Mediterraneo | Istanbul    | 400 m piani    | Oro       | 50"5        | [ 3 ] |
| 1949 | Giochi del Mediterraneo | Istanbul    | Salto in lungo | Oro       | 6,90 m      | [ 3 ] |
| 1950 | Europei                 | Bruxelles   | 4×400 m        | Argento   | 3'11"0      |       |
| 1951 | Giochi del Mediterraneo | Alessandria | 200 m piani    | Oro       | 22"0        | [ 3 ] |
| 1951 | Giochi del Mediterraneo | Alessandria | 400 m piani    | Argento   | 47"9        | [ 3 ] |
| 1951 | Giochi del Mediterraneo | Alessandria | 4×100 m        | Oro       | 42"4        | [ 3 ] |
| 1952 | Giochi olimpici         | Helsinki    | 400 m piani    | Batteria  | 50"9        |       |
| 1952 | Giochi olimpici         | Helsinki    | 4×100 m        | Batteria  | 41"5        |       |

## Campionati nazionali
- ai campionati italiani assoluti, 100 m piani (1950)[4]
- ai campionati italiani assoluti, 200 m piani (1948)[4]
- ai campionati italiani assoluti, 400 m piani (1947, 1949, 1951, 1953)[4]